# الجمهورية الكتالانية (1641)
الجمهورية الكتالانية (بالكتالونية: República Catalana)‏، كانت دولة مستقلة قصيرة العمر تحت الحماية الفرنسية أعلنت في عام 1641 من قبل جنرالات براكوس في كتالونيا بقيادة باو كلاريس، خلال حرب الحصَّادين.
أعلن المجلس العسكري في كتالونيا، برئاسة رئيس مجلس كتالونيا العام باو كلاريس، جمهورية كتالونيا في 17 يناير 1641. في 23 يناير 1641، أعلن جنرالات براكوس بقيادة باو كلاريس لويس الثالث عشر ملك فرنسا كونتًا لبرشلونة، ووضع إمارة كتالونيا تحت السيادة الفرنسية. خلف لويس الثالث عشر عند وفاته في عام 1643 لويس الرابع عشر («ملك الشمس»)، الذي ظل كونت برشلونة حتى عام 1652، عندما أعيد دمج كتالونيا في الملكية الإسبانية.

## التاريخ

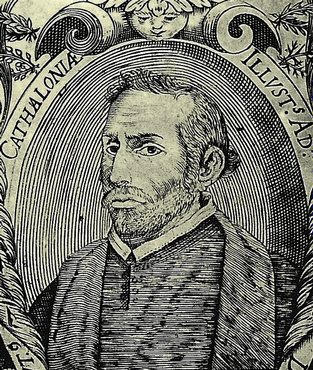
باو كلاريس إي كاساديمونت

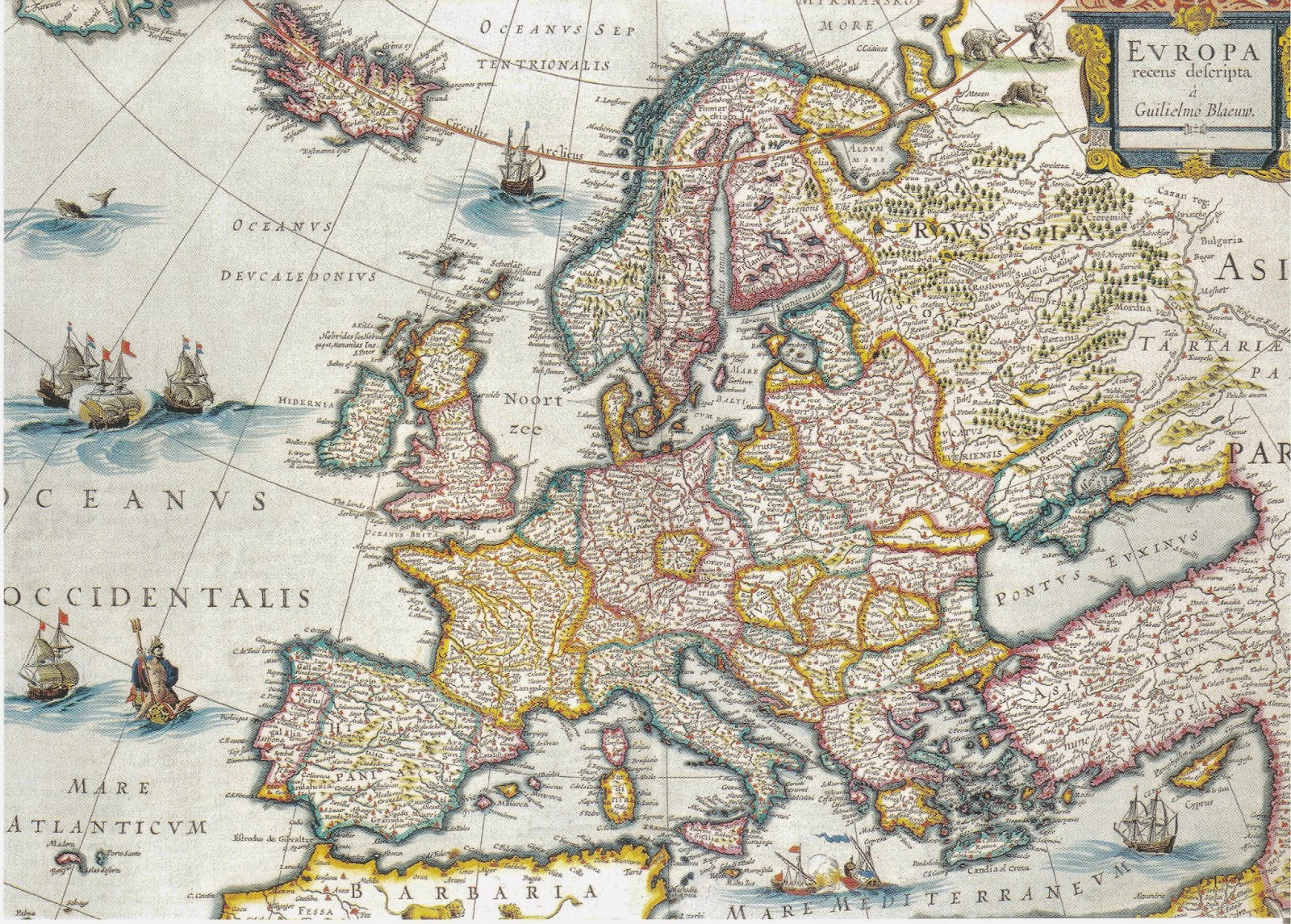
خريطة لأوروبا مع جمهورية كتالونيا (حوالي 1641) بقلم فيليم بلاو.

خلال حرب الحصَّادين التي بدأت في عام 1640 (وأدرجت كجزء من الحرب الفرنسية الإسبانية) عقد جنرالات براكوس، مجلس استثنائي من ممثلي المحاكم الكاتالونية بدون الملك، وطلب رئيس مجلس كتالونيا العام الدعم من فرنسا وتم تعيين برنارد دو بليسيس-بيزانسون مفوضًا لملك فرنسا في 29 أغسطس 1640. في 27 أكتوبر، تم التوصل أخيرًا إلى اتفاق مع دو بليسيس-بيزانسون للحصول على إمدادات ضد جيش ملك إسبانيا بقيادة بيدرو فاجاردو، ماركيز لوس فيليز الأول.
واصل جيش ماركيز لوس فيليز تقدمه نحو برشلونة مع انتصاره في طركونة في 23 ديسمبر، بينما شرع جيش إسبينان الفرنسي في مغادرة كتالونيا إلى فرنسا في بداية يناير 1641. زادت المفاوضات مع الفرنسيين، وفي 3 يناير التقى وفد من ثلاثة كاتالونيين مع الكاردينال ريشيليو الذي أكد لهم الحماية إذا كانوا جمهورية مثل جنوة. بهذا المعنى، ذهب دو بليسيس-بيزانسون في 14 يناير إلى مقر إقامة رئيس مجلس كتالونيا العام، باو كلاريس، لاستمرار منحه. من هذه المفاوضات، قدم باو كلاريس في 16 يناير اقتراحًا أمام المجلس العسكري دي براكوس وافق بموجبه ملك فرنسا على وضع الإمارة تحت حمايته إذا غيرت كتالونيا حكومتها إلى جمهورية. في 17 يناير 1641، أعلن قبل المجلس العسكري دي براكوس، لأول مرة، الجمهورية الكتالونية تحت الحماية الفرنسية. بعد أسبوع، عقب هزيمة الجيش الكتالوني في معركة مارتوريل، بالقرب من برشلونة، تمكن دو بليسيس-بيزانسون من إقناع السلطات الكاتالونية بأن المساعدة التي يحتاجونها من فرنسا يمكن الحصول عليها إذا اعترفوا لويس الثالث عشر ملك فرنسا بصفته صاحب السيادة. استأنف باو كلاريس في 23 يناير إلى لويس الثالث عشر، واعترف به باعتباره كونت برشلونة (مثل لويس الأول) ووضع إمارة كتالونيا تحت السيادة الفرنسية.
في 26 يناير 1641، في نهاية معركة مونتجويك، هُزم جيش فيليب الرابع على يد جيش فرانكو كتالوني واضطر إلى الانسحاب. توفي باو كلاريس بعد شهر. أطلق على لويس الرابع عشر لقب كونت برشلونة خلفًا لوالده عام 1643. أخيرًا، أدت إقالة الكونت دوق أوليفاريس، والأضرار التي سببتها المجاعة والطاعون، فضلًا عن التزام فيليب الرابع باحترام الدساتير والمؤسسات الكتالونية، إلى إنهاء الحرب في عام 1652، وأعيد دمج إمارة كتالونيا في النظام الملكي لإسبانيا.

## روابط خارجية
- أول جمهورية كتالونية